# Daouda Ly
Daouda Ly (ur. 21 października 1972) – piłkarz senegalski grający na pozycji bramkarza. W swojej karierze rozegrał 1 mecz w reprezentacji Senegalu.

## Kariera klubowa
W swojej karierze piłkarskiej Ly grał w rodzimej lidze, w klubach ASEC Ndiambour, ASC SONACOS i ASC Diaraf. Z ASEC Ndiambour wywalczył mistrzostwo kraju w 1998 roku i zdobył Puchar Senegalu w 1999 roku oraz Senegal Assemblée Nationale Cup w 1998 roku. Po ten ostatni puchar sięgnął także z ASC Diaraf w 2003 roku.

## Kariera reprezentacyjna
Swoje jedyne spotkanie w reprezentacji Senegalu Ly rozegrał w 2001 roku. Wcześniej w 2000 został powołany do kadry na Puchar Narodów Afryki 2000, na którym był rezerwowym dla Oumara Diallo.